# ستيال (تشيشير)
ستيل (بالإنجليزية: Styal)‏ هي قرية تقع في المملكة المتحدة في شمال غرب إنجلترا. يقدر عدد سكانها بـ 5,014 نسمة .

## أعلام
- شانيل هايز